# Queerrörelsens Arkiv och Bibliotek
Queerrörelsens Arkiv och Bibliotek (QRAB) samlar, bevarar och tillgängliggör dokumentation och information som är knuten till queera rörelser och personer. Samlingarna förvaras hos Landsarkivet i Göteborg och är Sveriges största arkiv och bibliotek för bevarandet av textbaserad queerhistoria.
QRAB är en ideell förening som bildades i Göteborg hösten 2017 bland annat av göteborgsbibliotikarien Olov Kriström. År 2018 hade QRAB cirka 1 700 böcker, 1 100 tidskrifter och tre hyllmeter arkivmaterial.

## Andra queera arkiv och bibliotek
Internationellt finns många arkiv och bibliotek med liknande profil, till exempel Lesbian Herstory Archives i New York, Shwules Museum, Magnus Hirschfeld-Gesellschaft och Spinnboden i Berlin, Skeivt Arkiv i Bergen, IHLIA i Amsterdam, Canadian Lesbian and Gay Archives i Toronto och det digitala the Unstraight Museum.